# 角美站
角美站位于福建省漳州市龙海区角美镇，是鹰厦铁路和杭深线车站。车站距鹰潭站658公里，距厦门站36公里。角美站由南昌局集团漳州车务段管辖，现为四等站，客运办理旅客乘降，货运办理整车、零担货物发到。角美站始建于1956年，1957年投入运营。当时车站站址位于角美镇西北侧，占地7.32万平方米。车站设有3条到发线、3条货运线，站房面积1232平方米；车站另设有候车室、堆场、仓库、办公室等设施:54。
2007年开工的厦深铁路计划建设新角美站。新站位于洪岱村、老站以北，2010年5月开工，2011年11月26日竣工，并于2012年6月29日随龙厦铁路投入运营，有数对动车组列车停靠。2019年漳州东站停办客运业务后，角美站开始办理始发普速旅游列车的客运业务。

## 车站结构

### 站房
角美站目前使用的站房建于2011年，高度约21米、面积4997平方米。站房外立面具有浓厚闽南特色的建筑风格，内部采用“高进低出”的旅客流线。售票处位于站房东侧，设有2个售票窗口、2台自动售票机。候车室设计最高小时聚集人数为800人。站房分为进出站层和站台层，进出站共用一个地下通道。
- 车站站房
- 候车室
- 进出站地道

### 站台配置
角美站设基本站台和中间站台各1座，站台雨棚覆盖面积10800平方米。站场设有2条到发线、2条杭深正线和2条鹰厦正线。
| 站房 | 售票区   | 售票处                        |
| 站房 | 候车室   | 进站口、安检、便利店          |
| 站房 | 候车室   | 候车区、检票口、进站通道      |
| 站房 | 出站口   | 出站闸机                      |
| 站台 | 侧式站台 | 侧式站台                      |
| 站台 | 1号站台  | 杭深线往深圳北方向（漳州）    |
| 站台 | 正线     | 鹰厦线 上行列车通过线（龙海） |
| 站台 | 正线     | 杭深线 下行列车通过线         |
| 站台 | 正线     | 杭深线 上行列车通过线         |
| 站台 | 正线     | 鹰厦线 下行列车通过线（东孚） |
| 站台 | 2号站台  | 杭深线往杭州东方向（厦门北）  |
| 站台 | 侧式站台 |                               |

### 站前广场
新角美站站前广场占地108亩，投资破亿。广场两边有长约200米的公园式长廊。站前广场会增加一些城市休闲设施，比如广场上已经建好的中央景观通道，类似于公园的长廊，将来就主要是为周边市民休闲娱乐服务的。